# 太閤山荘

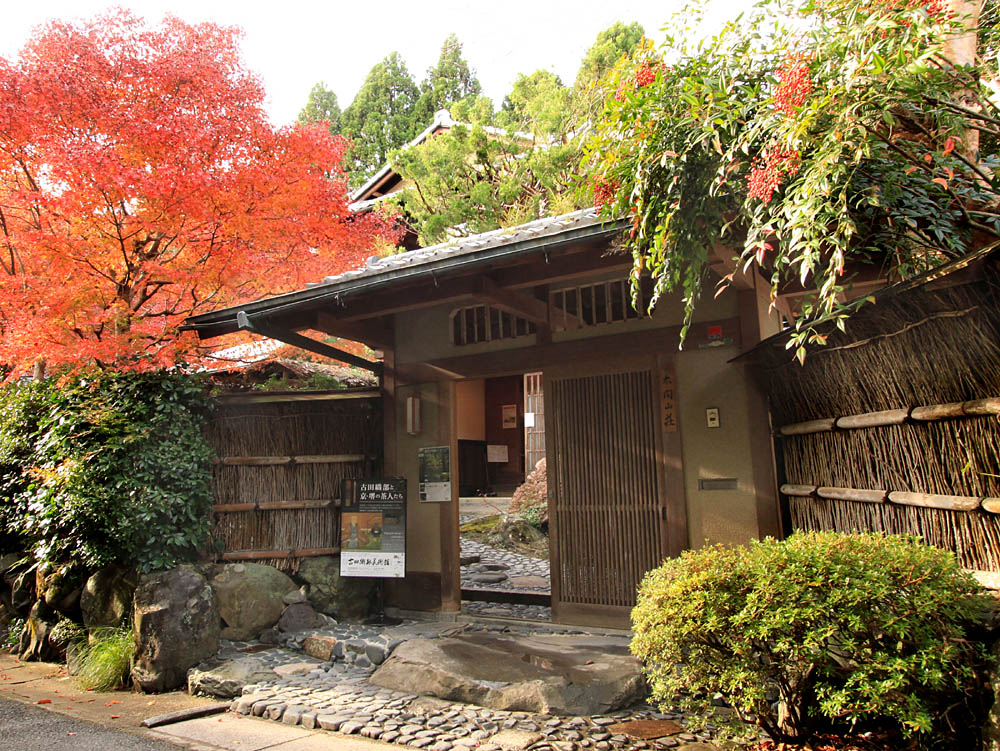
太閤山荘 入口

太閤山荘（たいこうさんそう）は京都市北区鷹峯北東部にある山荘で、古田織部美術館館長で織部流茶人の宮下玄覇の別邸であり、茶道古田織部流（温知会）の本部教場でもある。この山荘は戦前に、人絹商として財をなした川村湖峯の本宅として建造された。現在は、古田織部が御咄衆として仕えた太閤・豊臣秀吉の顕彰を目的として、戦前の数寄屋建築の母屋・石庭のほか、土蔵とともに整備された。
母家前の庭は各所に巨石を配し、滝の石組みとともに豪壮な造りである。建物は1934年（昭和9年）建造の数寄屋建築であり、天然の北山杉のほか、現在では入手が難しい銘木が使われている。また敷地の一角には、小堀遠州作で日本一窓が多い後藤覚乗の茶室「擁翠亭」（十三窓席）が移築されている。これは江戸時代前期に、上京区の擁翠園にあったものである。

## 沿革
1934年（昭和9年）日本屈指の人絹問屋の川村湖峯が本宅として造営。日本画家橋本関雪ほか多方面の名士が訪れる。2013年（平成25年）より宮下玄覇が保有。

## 庭

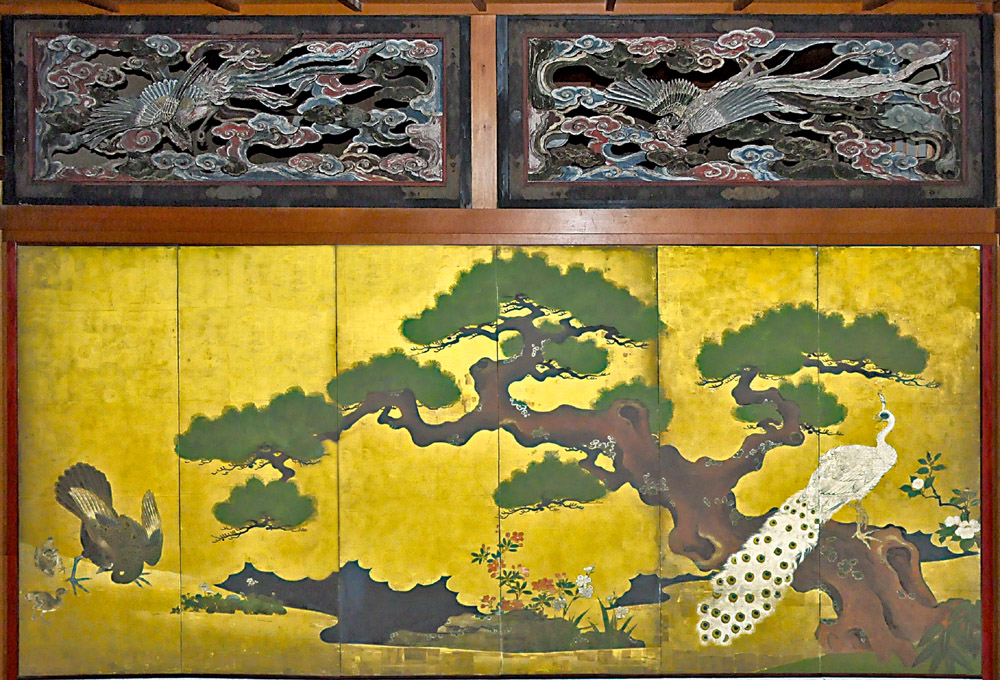
太閤の間の狩野派による老松に孔雀図障屏画

- 滝石組
- 内路地・外路地

※ 樹齢100年以上の梅の古木と紅葉がある。
- 防空壕

## 建物
- 小堀遠州作 後藤覚乗茶室「擁翠亭」 寛永年間（1624-1644）建造、2015年（平成27年）移築
- 母屋 1934年（昭和9年）建造（江戸時代の豊国社神棚のほか狩野派の金碧障屏画がある上段付書院「太閤の間」、龍襖の滝見茶室「化龍亭」、2階展望茶室「上昇の間」がある）
- 洋館 1938年（昭和13年）建造
- 土蔵 1938年（昭和13年）建造
- 古田織部好 中潜（中門）2015年（平成27年）建造

## 所在地
- 京都府京都市北区大宮釈迦谷10-37

## 交通アクセス
- 地下鉄烏丸線北大路駅より京都市営バス北1号系統玄琢行き、釈迦谷口下車、徒歩8分
- 山陰本線（嵯峨野線）二条駅より京都市営バス6号系統佛教大学経由 玄琢行き、釈迦谷口下車、徒歩8分
- 阪急大宮駅・嵐電四条大宮駅より京都市営バス6号系統玄琢行き、釈迦谷口下車、徒歩8分
- 地下鉄烏丸線北大路駅・北山駅よりタクシー8分
- 嵐電北野白梅町駅よりタクシー12分
- 京阪出町柳駅よりタクシー15分
- 京都駅よりタクシー30分

## 近隣
- 源光庵（太閤秀吉の晩年の居城・伏見城落城の際、床板から移した血天井がある）
- 鷹峯御土居（太閤秀吉が築いた土塁、旧土居町3番地・旧御土居史跡公園、旧土居町2番地）
- 光悦寺（本阿弥光悦の墓がある）
- 常照寺（灰屋紹益の妻・吉野太夫の墓がある）